# Josefov (Praag)

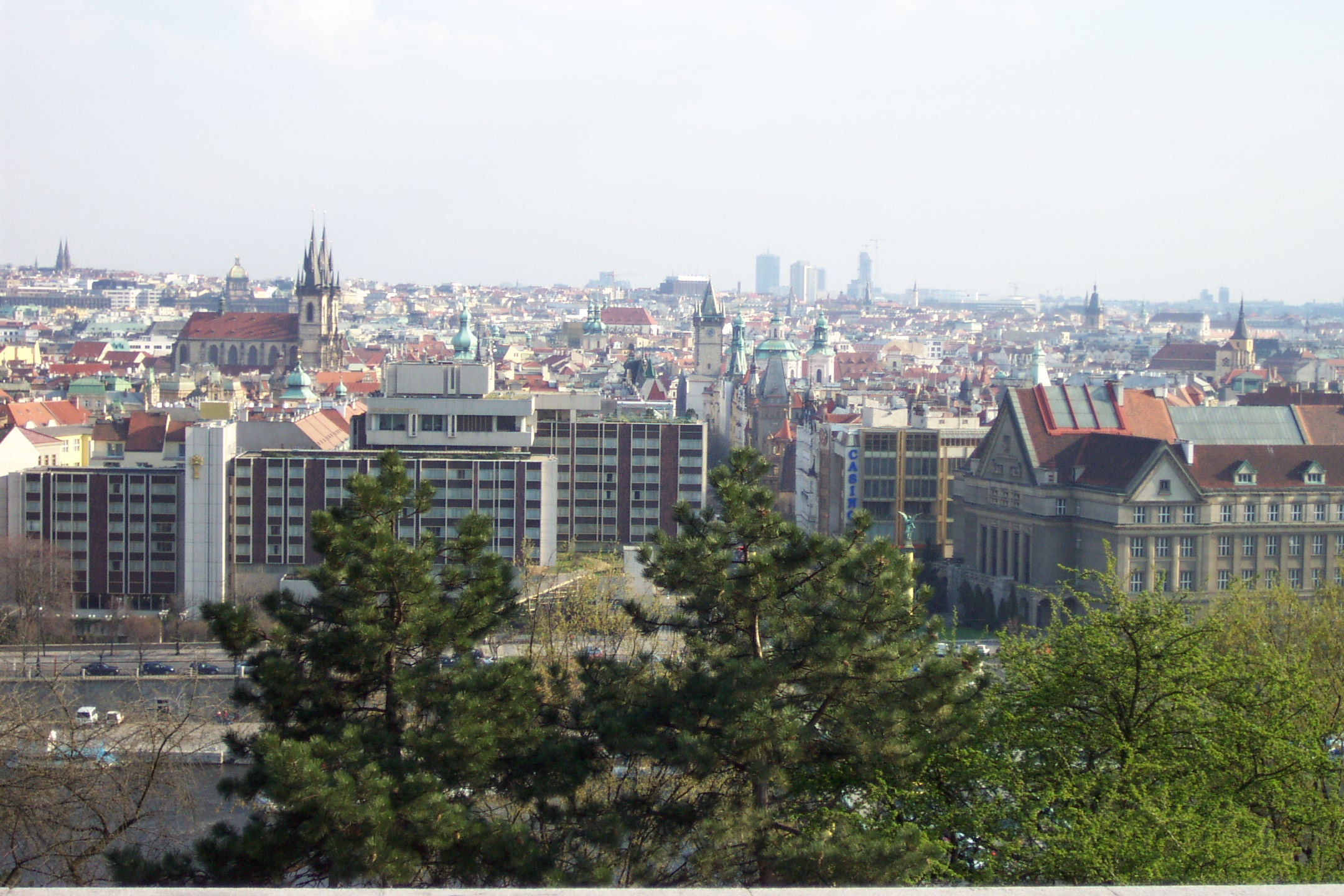
Zicht op Josefov

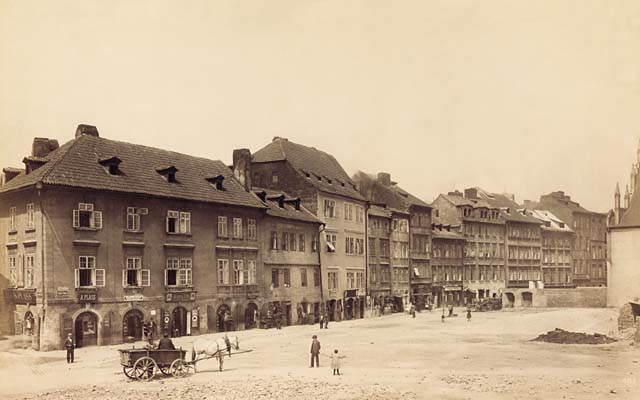
Plein in Josefov, 1897

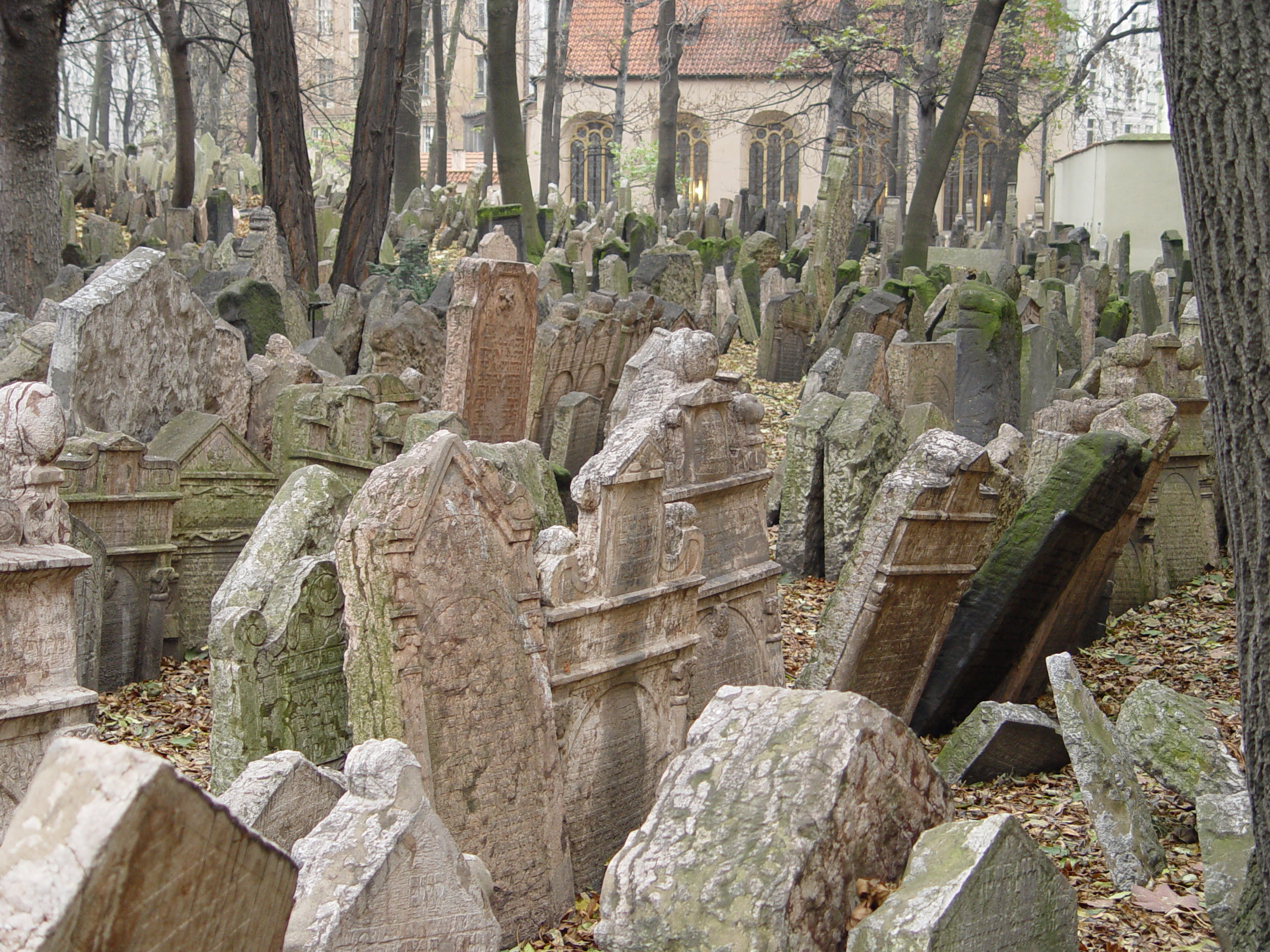
De oude joodse begraafplaats

Josefov (Duits: Josefstadt) is een wijk in de Tsjechische hoofdstad Praag. Vroeger was het de joodse buurt van Praag. Daardoor wordt Josefov vaak vertegenwoordigd door de vlag van de joodse gemeenschap van Praag, een gele davidsster op een rode achtergrond. Josefov ligt in het stadsdistrict Praag 1, net ten noorden van de Oude Stad.

## Geschiedenis
Waarschijnlijk vestigden joden zich al in de 10e eeuw in Praag. In het jaar 1096 vond de eerste pogrom plaats tegen de joden en werden zij in een ommuurd getto geplaatst. In 1262 voerde Ottokar II van Bohemen een Statuta Judaeorum in, wat ervoor zorgde dat de joodse wijk enige vorm van zelfbestuur kreeg. In 1389 zorgde een hevige pogrom voor een slachting van meer dan 3000 joden. Tegen het einde van de 16e eeuw veranderde de joodse gemeenschap in een bloeiende gemeente toen de burgemeester, Mordecai Meisel, minister van financiën werd. Zijn rijkdom zorgde voor de ontwikkeling van de getto. In deze tijd werd door Rabbi Löw de legende van de Golem gecreëerd.
In 1850 werd de wijk omgedoopt tot Josefstadt naar keizer Jozef II. Deze had met zijn Tolerantie-edict gezorgd voor de emancipatie van de joden. Twee jaar eerder hadden joden toestemming gekregen ook buiten Josefov te gaan wonen, waardoor de bevolking kleiner werd. Alleen de orthodoxe en arme joden bleven in Josefov wonen. Tussen 1893 en 1913 werden grote delen van Josefov vernietigd vanwege een initiatief om de stad hetzelfde in te richten als Parijs. Het enige wat overbleef waren zes synagoges, de oude begraafplaats en het oude joodse stadhuis.
In het begin van de 21e eeuw bestaat Josefov grotendeels uit gebouwen van het begin van de 20e eeuw, hierdoor is het moeilijk na te gaan hoe de wijk eruitzag toen er nog meer dan 18.000 mensen woonden. In 2006 telde de wijk 1.816 inwoners.

## Bezienswaardigheden
- Het Joods Museum.
- Het geboortehuis van Franz Kafka.
- De Hoge Synagoge (Vysoká synagoga), 16e-eeuwse synagoge.
- Het Joodse Raadhuis (Židovská radnice), rococo-gebouw.
- De Maiselsynagoge (Maiselova synagoga), 16e-eeuwse synagoge.
- Oude Joodse Begraafplaats (Starý židovský hřbitov), 15e- tot 18e-eeuwse begraafplaats. De oudste joodse begraafplaats van Europa.
- De Oudnieuwe Synagoge (Staronová synagoga), 13e-eeuwse synagoge in gotische stijl.